# Kepler-444c
Kepler-444c es un planeta extrasolar que forma parte de un sistema planetario formado por al menos cinco planetas, orbita la estrella denominada Kepler-444. Fue descubierto en el año 2015 por la sonda Kepler por medio de tránsito astronómico.